# John Freitag
John W. Freitag (ur. 3 maja 1877 w Columbii, zm. 20 października 1932 w Saint Louis) – amerykański wioślarz, brązowy medalista olimpijski.
Wystąpił na igrzyskach olimpijskich w Saint Louis w 1904 roku, gdzie amerykańska osada Western Rowing Club w składzie: Gustav Voerg, John Freitag, Louis Heim i Frank Dummerth zdobyła brązowy medal w czwórce bez sternika. Wyprzedziły ich dwie inne amerykańskie osady: Century Boat Club i Mound City Rowing Club. Startowały tylko trzy zespoły. Był to jego jedyny oficjalny start olimpijski.
Zmarł na skutek alkoholizmu.